# Kreuz Wismar
Kreuz Wismar is een knooppunt in de Duitse deelstaat Mecklenburg-Voor-Pommeren.
Op dit knooppunt kruist de A14 Wismar-Karstädt de A20 (Ostseeautobahn) Bad Segeberg-Kreuz Uckermark.

## Geografie
Het knooppunt ligt op het grondgebied van de gemeenten Lübow en Hornstorf in het Landkreis Nordwestmecklenburg. 
Nabijgelegen plaatsen zijn de stad Wismar, waarnaar het knooppunt genoemd is en het dorp Zurow.
Het knooppunt ligt ongeveer 13 km ten zuidoosten van het centrum van Wismar, ongeveer 45 km ten zuidwesten van Rostock, ongeveer 55 km  ten oosten van Lübeck en ongeveer 30 km ten noorden van Schwerin.
Vlak bij het knooppunt ligt het natuurgebied Naturpark Sternberger Seenland.

## Configuratie
Rijstrook
Nabij het knooppunt hebben beide snelwegen 2x2 rijstroken.
Alle verbindingswegen hebben één rijstrook.
Knooppunt
Het is een klaverbladknooppunt met rangeerbanen langs de A20.

## Verkeersintensiteiten
Dagelijks passeren ongeveer 35.000 voertuigen het knooppunt.
| Van                    | Naar                | Gemiddeld aantal voertuigen per dag | Percentage vrachtverkeer |
| ---------------------- | ------------------- | ----------------------------------- | ------------------------ |
| Autobahnende (B 105)   | AK Wismar           | 8.000                               | 13,8 %                   |
| AK Wismar              | AS Jesendorf (A 14) | 7.200                               | 10,1 %                   |
| AS Wismar-Mitte (A 20) | AK Wismar           | 28.200                              | 10,3 %                   |
| AK Wismar              | AS Zurow (A 20)     | 26.700                              | 9,3 %                    |

## Richtingen knooppunt
| Aansluitende wegen             | Aansluitende wegen | Aansluitende wegen | Aansluitende wegen | Aansluitende wegen                    |
| ------------------------------ | ------------------ | ------------------ | ------------------ | ------------------------------------- |
| richting Wismar / Insel Poel   |                    |                    |                    | richting Rostock / Szczecin (Stettin) |
|                                |                    |                    |                    |                                       |
|                                |                    |                    |                    |                                       |
|                                |                    |                    |                    |                                       |
| richting Wismar-Mitte / Lübeck |                    |                    |                    | richting Jesendorf Schwerin / Berlijn |